# Gagnac-sur-Garonne
 Gagnac-sur-Garonne  là một xã thuộc tỉnh Haute-Garonne trong vùng Occitanie ở tây nam nước Pháp. Xã nằm ở khu vực có độ cao trung bình 113 mét trên mực nước biển.

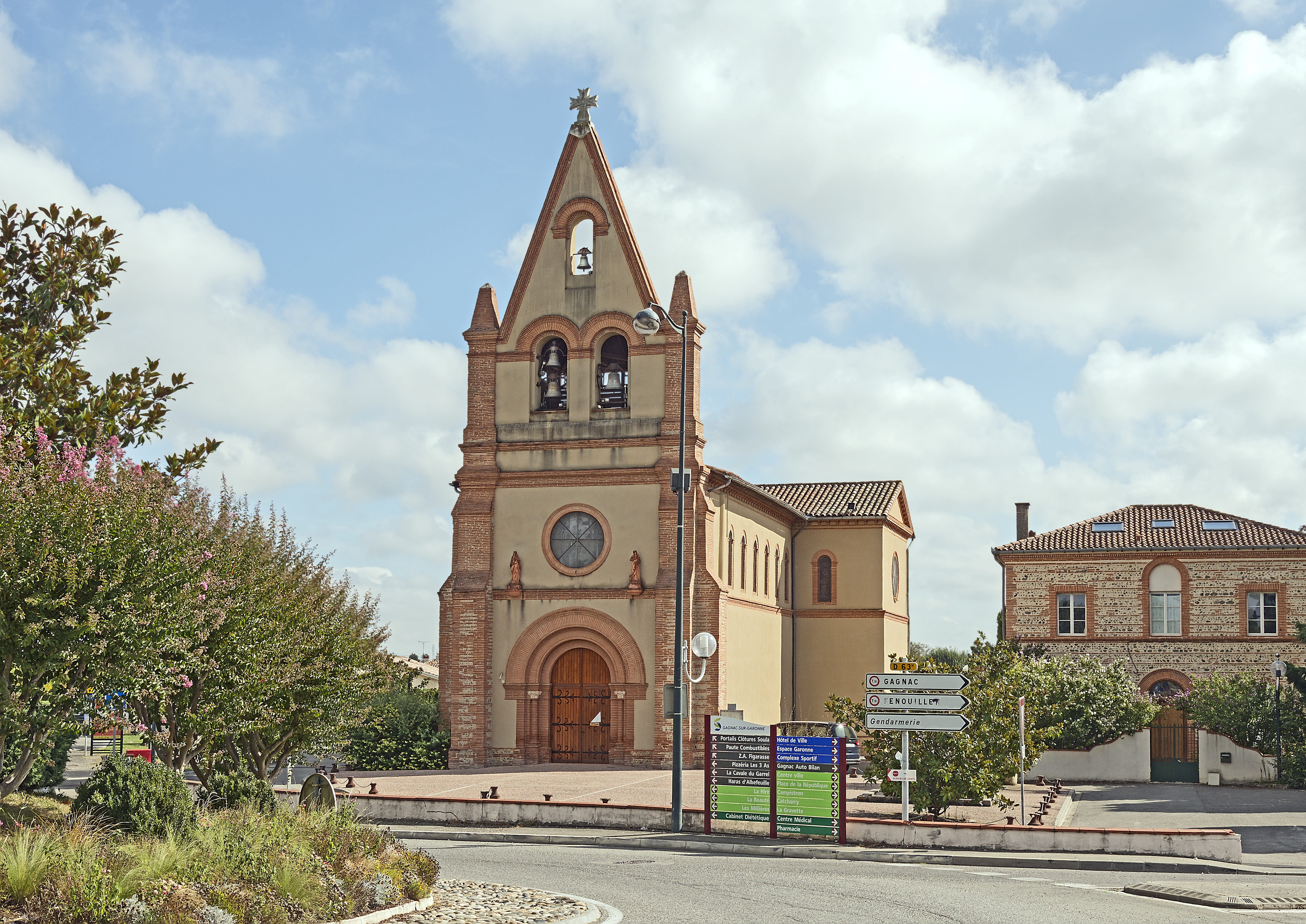
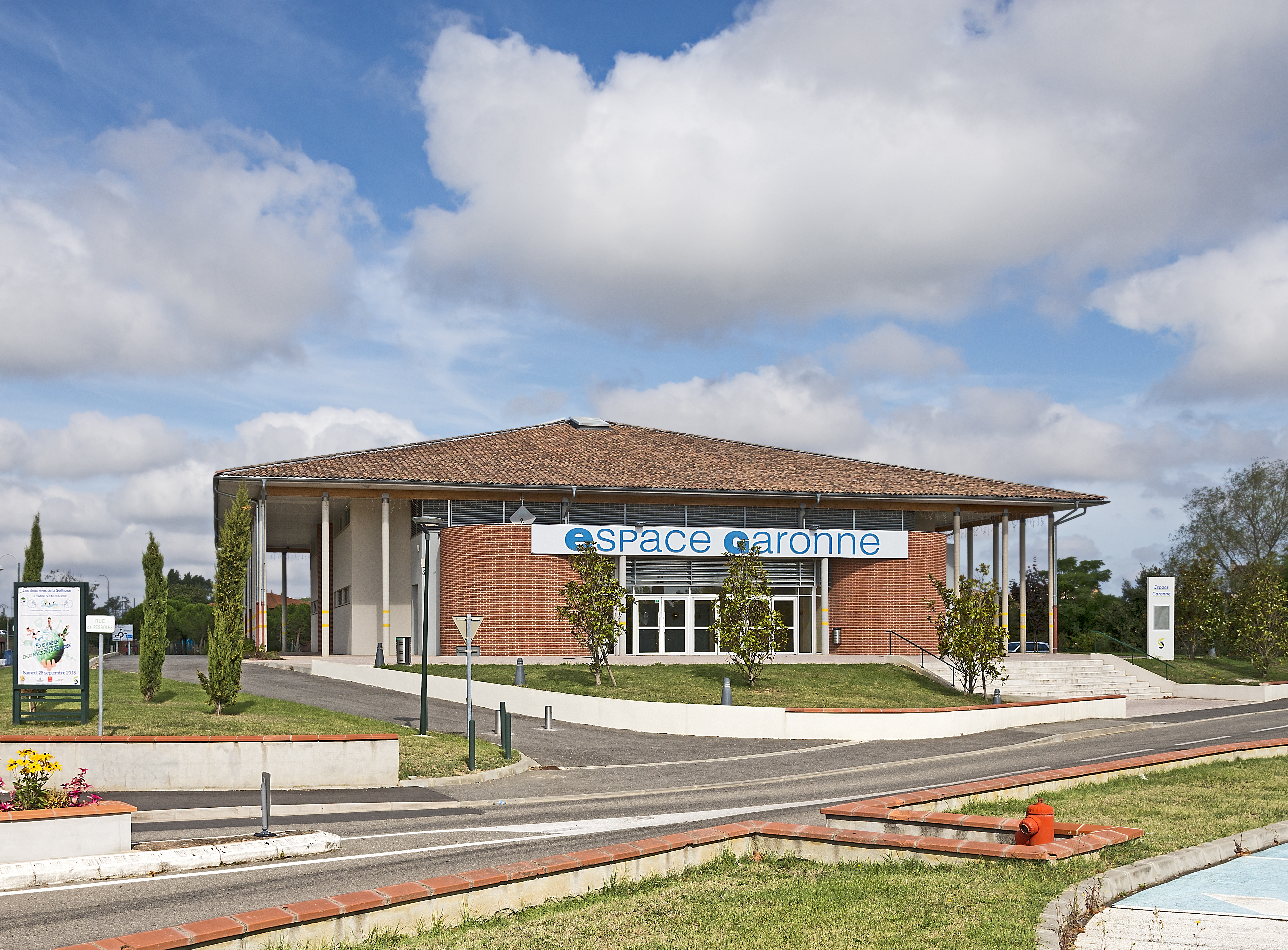